# 本堂保次
本堂 保次（ほんどう やすじ、1918年3月18日 - 1997年6月8日）は、大阪府八尾市出身の元プロ野球選手（内野手）・コーチ・監督。
本名は本堂 安次（読みは同じ）。1952年から1962年は本堂 保弥（ほんどう やすや）、1963年以降は本名（コーチ時代の1969年のみ本堂 安治〈読みは本名と同じ〉）を登録名としていた。

## 経歴
幼少のときに兄の影響で野球を始める。旧制日新商業学校では一塁手として活躍し、春夏通じて５度の出場を果たしたが、いずれも初戦敗退に終わる。日新商の1年先輩だった山口政信の誘いで、高校卒業後の1937年に大阪タイガースに入団。同時期に入団した選手には、西村幸生、皆川定之、塚本博睦らがいる。入団当初、一塁には松木謙治郎がいたため外野での出場が多かったが、1939年に二塁手の藤村富美男が応召されたことにより二塁手に定着。堅実な守備と頭脳的なプレーが持ち味の二塁手として活躍した。1941年に応召し、中国戦線に送られる。戦地では同僚だった玉井栄やライオン軍の大友一明らと再会している。1943年に除隊され、1944年にプロ野球に復帰。1945年6月に再び応召され、終戦後にタイガースに復帰した。
戦後の1948年にはタイガースの先輩だった藤井勇を追って、10年選手制度により大陽ロビンスに移籍する。しかし、相次ぐ怪我で満足にプレーすることができず、同年オフに二塁手を求めていた阪神監督の若林忠志の誘いを受けると、本堂自身も「自分の持てる技量を存分に発揮できる球団に行きたい」として、わずか1年で阪神に復帰した。ただし、本人がのちに「自分のことながら、あのときの行動は腹立たしいものだった」と回想するなど、当時としても異例の行動で、また激怒したロビンスファンにより契約不履行を理由に連盟に提訴される。最終的に1年間の出場停止処分を受け(7月4日に処分は解除された)、さらに、1950年のセ・パ両リーグ分立に際して、尊敬する若林を追って別当薫・呉昌征・土井垣武・大館勲らと共に毎日オリオンズに移籍したため、阪神ファンからの罵詈雑言を浴びせられることになる。1952年と1954年 - 1956年にはコーチを兼任したが、1958年に現役を引退。
その後は1959年から1962年まで二軍監督、1963年から監督を務めたがすべてBクラスに終わり、1965年シーズン途中休養し退団。1968年から1971年、1974年から1981年まで近鉄のコーチ、二軍監督を務めた。
1997年6月8日、肺癌のため死去。79歳没。

## 選手としての特徴
現役時代の主なポジションは二塁手だったが、公式戦では投手を除く全守備位置での出場経験がある。守備の名手と称される選手の一人だが、一方で1イニング4失策という不名誉な日本記録の保持者でもある。
当時としては珍しく、相手選手のプレーの特徴や癖などをメモに記載し、独自の分析をしてプレーに役立てていた。このため、「サイン盗みの名人」という異名を取った。本堂によると、苅田久徳に憧れて二塁手を目指したが、日新商業時代からチームのライバルを出し抜くために考えた結果だという。太陽ロビンス監督時代の藤本定義が本堂のサイン盗みを阻止することに挑んだが、試合後本堂から「（実際には藤本が出していなかった）スクイズのサインだけは見破れなかった」と言われ、それ以外のすべてのサインは本堂の見抜いたとおりであったことに驚愕した、という逸話が『阪神タイガース 昭和のあゆみ』（1991年）に記されている（同書P57）。

## 詳細情報

### 年度別打撃成績
| 年 度      | 球 団      | 試 合 | 打 席 | 打 数 | 得 点 | 安 打 | 二 塁 打 | 三 塁 打 | 本 塁 打 | 塁 打 | 打 点 | 盗 塁 | 盗 塁 死 | 犠 打 | 犠 飛 | 四 球 | 敬 遠 | 死 球 | 三 振 | 併 殺 打 | 打 率 | 出 塁 率 | 長 打 率 | O P S |
| ---------- | ---------- | ----- | ----- | ----- | ----- | ----- | -------- | -------- | -------- | ----- | ----- | ----- | -------- | ----- | ----- | ----- | ----- | ----- | ----- | -------- | ----- | -------- | -------- | ----- |
| 1937春     | 大阪 阪神  | 13    | 20    | 17    | 5     | 3     | 1        | 0        | 0        | 4     | 1     | 0     | --       | 0     | --    | 3     | --    | 0     | 1     | --       | .176  | .300     | .235     | .535  |
| 1937秋     | 大阪 阪神  | 37    | 143   | 123   | 20    | 24    | 3        | 0        | 0        | 27    | 9     | 5     | --       | 2     | --    | 18    | --    | 0     | 6     | --       | .195  | .298     | .220     | .517  |
| 1938春     | 大阪 阪神  | 24    | 82    | 65    | 15    | 16    | 2        | 3        | 0        | 24    | 14    | 3     | --       | 1     | --    | 15    | --    | 1     | 7     | --       | .246  | .395     | .369     | .764  |
| 1938秋     | 大阪 阪神  | 35    | 101   | 87    | 8     | 24    | 6        | 0        | 1        | 33    | 7     | 0     | --       | 4     | --    | 10    | --    | 0     | 9     | --       | .276  | .351     | .379     | .730  |
| 1939       | 大阪 阪神  | 74    | 336   | 292   | 43    | 76    | 9        | 6        | 5        | 112   | 36    | 11    | --       | 6     | 2     | 35    | --    | 1     | 22    | --       | .260  | .341     | .384     | .725  |
| 1940       | 大阪 阪神  | 101   | 442   | 391   | 52    | 95    | 26       | 5        | 3        | 140   | 36    | 18    | --       | 5     | 4     | 40    | --    | 2     | 33    | --       | .243  | .316     | .358     | .674  |
| 1944       | 大阪 阪神  | 31    | 132   | 119   | 19    | 32    | 10       | 2        | 0        | 46    | 24    | 6     | 0        | 1     | --    | 12    | --    | 0     | 3     | --       | .269  | .336     | .387     | .722  |
| 1946       | 大阪 阪神  | 99    | 436   | 394   | 58    | 117   | 17       | 5        | 7        | 165   | 69    | 20    | 6        | 0     | --    | 41    | --    | 1     | 17    | --       | .297  | .363     | .419     | .782  |
| 1947       | 大阪 阪神  | 112   | 467   | 431   | 38    | 122   | 19       | 5        | 2        | 157   | 62    | 10    | 6        | 4     | --    | 32    | --    | 0     | 20    | --       | .283  | .333     | .364     | .697  |
| 1948       | 大陽       | 114   | 447   | 422   | 48    | 104   | 16       | 6        | 5        | 147   | 37    | 21    | 7        | 6     | --    | 18    | --    | 1     | 29    | --       | .246  | .279     | .348     | .627  |
| 1949       | 阪神       | 76    | 320   | 301   | 33    | 91    | 22       | 2        | 4        | 129   | 40    | 5     | 6        | 4     | --    | 13    | --    | 2     | 12    | --       | .302  | .335     | .429     | .764  |
| 1950       | 毎日       | 120   | 503   | 468   | 73    | 143   | 20       | 2        | 12       | 203   | 84    | 13    | 6        | 6     | --    | 26    | --    | 3     | 18    | 11       | .306  | .346     | .434     | .780  |
| 1951       | 毎日       | 94    | 355   | 325   | 34    | 75    | 13       | 0        | 3        | 97    | 32    | 7     | 8        | 6     | --    | 24    | --    | 0     | 16    | 3        | .231  | .284     | .298     | .582  |
| 1952       | 毎日       | 120   | 492   | 422   | 51    | 114   | 19       | 3        | 6        | 157   | 56    | 15    | 4        | 11    | --    | 57    | --    | 2     | 33    | 11       | .270  | .360     | .372     | .732  |
| 1953       | 毎日       | 101   | 393   | 356   | 42    | 94    | 22       | 3        | 6        | 140   | 39    | 8     | 6        | 7     | --    | 27    | --    | 3     | 19    | 6        | .264  | .321     | .393     | .715  |
| 1954       | 毎日       | 96    | 302   | 264   | 17    | 50    | 7        | 0        | 3        | 66    | 24    | 0     | 1        | 9     | 2     | 23    | --    | 4     | 24    | 2        | .189  | .265     | .250     | .515  |
| 1955       | 毎日       | 78    | 223   | 208   | 10    | 44    | 5        | 0        | 1        | 52    | 10    | 3     | 0        | 3     | 0     | 10    | 1     | 2     | 14    | 6        | .212  | .255     | .250     | .505  |
| 1956       | 毎日       | 46    | 78    | 67    | 5     | 18    | 1        | 0        | 0        | 19    | 8     | 0     | 1        | 2     | 1     | 8     | 0     | 0     | 6     | 3        | .269  | .347     | .284     | .630  |
| 1957       | 毎日       | 3     | 3     | 2     | 0     | 0     | 0        | 0        | 0        | 0     | 0     | 0     | 0        | 0     | 0     | 1     | 0     | 0     | 0     | 0        | .000  | .333     | .000     | .333  |
| 通算：17年 | 通算：17年 | 1374  | 5275  | 4754  | 571   | 1242  | 218      | 42       | 58       | 1718  | 588   | 145   | 51       | 77    | 9     | 413   | 1     | 22    | 289   | 42       | .261  | .323     | .361     | .685  |

- 各年度の太字はリーグ最高
- 大阪（大阪タイガース）は、1940年途中に阪神（阪神軍）に球団名を変更

### 通算監督成績
- 430試合 198勝222敗10分 勝率.471

### 表彰
- ベストナイン：1回 （1950年）※二塁手部門でのパ・リーグ史上初の受賞

### 記録
節目の記録
- 1000試合出場：1952年7月20日、対南海ホークス15回戦（大阪球場）、5番・二塁手として先発出場 ※史上11人目

その他の記録
- シーズン26二塁打：1940年（前年の中島治康を超える戦前最多、1946年に藤村富美男が更新）
- 1イニング3盗塁：1948年9月6日、対大阪タイガース17回戦（阪神甲子園球場）、（投手：塩見栄一、捕手：後藤次男） ※史上5人目
- 1イニング4失策：1949年9月29日、対阪急ブレーブス17回戦（阪急西宮球場） ※日本記録
- オールスターゲーム出場：2回 （1952年、1953年）

### 背番号
- 24 （1937年 - 1940年、1946年 - 1947年、1949年 - 1955年）
- 8 （1948年）
- 30 （1956年）
- 54 （1957年 - 1958年）
- 60 （1959年 - 1960年、1962年 - 1963年、1968年 - 1971年）
- 55 （1961年）
- 50 （1964年 - 1965年）
- 75 （1974年 - 1981年）